# 歌川輝人
歌川 輝人（うたがわ てるんど、生没年不詳）は江戸時代の浮世絵師。

## 来歴
歌川国丸の門人。歌川の画姓を称し作画期は天保の頃とされる。『浮世絵編年史』と『増訂浮世絵』によれば、文政11年（1828年）建立の豊国先生瘞筆之碑に「国丸社中」として「輝人」の名があるが、作や経歴については不明。